# Adalberto Ribeiro
Adalberto Jorge Rodrigues Ribeiro (Recife, 23 de abril de 1885 – Rio de Janeiro, 24 de março de 1975) foi um político brasileiro.
Filho de Antônio da Cruz Ribeiro e de Josefa Elvira Rodrigues Ribeiro. Casado com Otaviana Coutinho Ribeiro e, em segundas núpcias, com Maria Dolores Rocha.
Bacharel em ciências jurídicas e sociais pela Faculdade de Direito do Recife, em 1908.